# کلاید درکسلر
 کلاید آستین درکسلر (به انگلیسی: Clyde Austin Drexler) (متولد ۲۲ ژوئن ۱۹۶۲) وی بازیکن پست شوت‌زن و فوروارد کوچک بوده‌است و شمارهٔ ۲۲# به تن می‌کرده وبازیکن حرفه‌ای بسکتبال که کمتر بسکتبالیستی وجود دارد که نام وی را نشنیده باشد.
۱۰ بار حضور در ترکیب آل استار و حضور در تالار مشاهیر بسکتبال و حضور در لیست ۵۰ بازیکن برتر تاریخ ان بی ای (به انگلیسی: nba) از سال ۱۹۹۶ و برندهٔ مدال طلای المپیک ۱۹۹۲ و حضور در ترکیب تیم رؤیایی آمریکاو همچنین قهرمانی درلیگ در فصل ۱۹۹۵ با تیم هیوستون راکتس از افتخارات وی محسوب می‌شوند.. لقب وی "The Glide" (سبک پر) است که به دلیل سبک پرش کردن‌های وی برایش انتخاب کرده‌اند. وی با کمترین قدم برداشتن به راحتی می‌پریده‌است.

## سال‌های اولیهٔ زندگی
وی در منطقهٔ سوت پارک هیوستون (به انگلیسی: south park) زندگی می‌کرد. در دوران دبیرستان درمدرسهٔ رز استرلینگ (به انگلیسی: rose sterling) درس می‌خوانده و رغبتی به بسکتبالنشان نمی‌داده‌است. درسال‌های اولیه دبیرستان بیس بال و تنیس ورزش مورد علاقهٔ وی بود تا زمانی که برای اولین بار وی را درتیم بسکتبال مدرسه به دلیل قد مناسبش در پست سنتر قرار دادند. در پایان دوران تحصیل ۳۴ امتیاز و ۲۷ ریباند توجه تیم‌های لیگ ان سی ای ای (به انگلیسی: ncaa) را به خود جلب نمود.

## بازی در لیگ NCAA
در سال ۱۹۸۰ فارغ‌التحصیل شد و به تیم بسکتبال هیوستون درلیگ ncaa پیوست. وی در دوران تحصیلش در دانشگاه در بانک نیز کار می‌کرده و برای خودش مخارج زندگی را برطرف می‌کرده‌است. درتیم بسکتبال دانشگاه لاید درکسلر در کنار خودش لری ماچیکس (به انگلیسی: Larry micheaux) و حکیم اولاجوان (به انگلیسی: hakeem Olajuwon) را می‌دید. بازیکن دیگری به نام مایکل یانگ نیز به این ۳ بازیکن کمک کرد تا تیم هیوستون بهترین بازی‌های خودش را به نمایش بگذارد. حرکات زیر سبد راکلاید درکسلر بنا نهاده‌است. در فینال سال۱۹۸۲ تیم هیوستون در مقابل تیم شهر لوئیزیانا قرار گرفت که به تیم (متخصصین اسلم دانک) معروف بودند.. آن‌ها را با نتیجهٔ ۹۴–۸۱ شکست دادند درکسلر با میانگین ۱۴٫۴ امتیاز و ۳٫۳ اسیست و ۹٫۹ ریباند تیم دانشگاهی اش یعنی هیوستون را ترک نمود وی هم‌اکنون نیز تنها بازیکنی است که به رکورد ۱۰۰۰ امتیاز و۹۰۰ ریباند و۳۰۰ اسیست در دانشگاه هیوستون رسیده‌است. ۲۶۸ توپربائی وی نیز دست نخورده باقی‌مانده‌است.

## بازی در لیگ NBA
درکسلر در دور اول از برداشت ۱۴ درفت سال ۱۹۸۳ به وسیلهٔ تیم پورتلند تریل بلیزرز درفت شد. هم تیمی‌های وی کلیفورد رابینسون (به انگلیسی: CLIFFORD ROBINSON)، کوین دایکورث (به انگلیسی: KEVIN DUCKWORTH)، باک ویلیامز(به انگلیسی: BUCK WILLIAMS)، جروم کرسی (به انگلیسی: JEROME KERSEY) و تری پارتر (به انگلیسی: TERRY PORTER) بودند. درکسلر به تیمش در سال ۱۹۹۰ کمک کرد تا در فینال در مقابل دیترویت پیستونز قرار گیرند.
در سال ۱۹۹۲ وی برای تیم بسکتبال آمریکایی که لقب THE DREAM TEAM را یدک می‌کشید بازی کرد. مدال طلای المپیک بارسلونا درویترین افتخارات درکسلر می‌درخشد. در۱۹۹۱–۹۲ دومین بازیکن برترلیگ (پشت سر مایکل جردن) بود. درفینال همان سال بود که پورتلند تریل بلیزرز در مقابل شیکاگو بولزدرفینال بازی می‌کردند... ولی چون شیکاگو آمده بود تا دومین عنوان قهرمانی را با مایکل جردن بچشد سهم پرتلند باخت بود. وی در فینال آن سال ۲۴٫۸ امتیاز و ۷٫۸ ریباند و ۵٫۳اسیست برای خود به جای گذاشت. در ۱۴ اکتبر ۱۹۹۵ با بازیکن هیوستون اتیس فروپ(به انگلیسی: OTISThorpe) معاوضه شد و به هیوستون پیوست و به همراه حکیم اولاجوان توانستند هیوستون را به دومین قهرمانی برسانند. آن‌ها اورلاندو مجیک را دربازی فینال شکست دادند. رکورد ۲۱٫۵ امتیاز و ۹٫۵ ریباندو ۶٫۸ اسیست حاصل کاردرکسلربود.
حرکت مشهور وی دراسلم دانک مشهور به Phi Slama Jama می‌باشد که ترکیبی از زدن توپ به تخته پریدن و کوبیدن آن به سبداست..(اطلاعات عمومی)
درپلی آفس همان سال ۱۹۹۵ جالب است بدانید در فینال کنفرانس غرب درکسلر بر روی نمیکت می‌نشست چون داور o’donnell وی را به خاطر بازی خطرناک و دهن به دهن آمدن با خودش اخراج کرده بود. به خاطر این حرکت سختگیرانه داور دیگر وی را در بازی‌های پلی آفس قرار ندادند.

## آمار درکسلر در NBA
|         |           | Regular season | Regular season | Regular season | Regular season | Regular season | Regular season | Regular season | Regular season |  | Playoffs | Playoffs | Playoffs | Playoffs | Playoffs | Playoffs | Playoffs | Playoffs |
| Year    | Team      | GP             | MPG            | SPG            | BPG            | RPG            | APG            | FG%            | PPG            |  | GP       | MPG      | SPG      | BPG      | RPG      | APG      | FG%      | PPG      |
| ------- | --------- | -------------- | -------------- | -------------- | -------------- | -------------- | -------------- | -------------- | -------------- |  | -------- | -------- | -------- | -------- | -------- | -------- | -------- | -------- |
| ۱۹۸۳–۸۴ | Portland  | ۸۲             | ۱۷٫۲           | ۱٫۳۰           | ۰٫۳۵           | ۲٫۹            | ۱٫۹            | .۴۵۱           | ۷٫۷            |  | ۵        | ۱۷٫۰     | ۱٫۰۰     | ۰٫۲۰     | ۳٫۴      | ۱٫۶      | .۴۲۹     | ۷٫۲      |
| ۱۹۸۴–۸۵ | Portland  | ۸۰             | ۳۱٫۹           | ۲٫۲۱           | ۰٫۸۵           | ۶٫۰            | ۵٫۵            | .۴۹۴           | ۱۷٫۲           |  | ۹        | ۳۷٫۷     | ۲٫۵۶     | ۱٫۰۰     | ۶٫۱      | ۹٫۲      | .۴۱۰     | ۱۶٫۷     |
| ۱۹۸۵–۸۶ | Portland  | ۷۵             | ۳۴٫۳           | ۲٫۶۳           | ۰٫۶۱           | ۵٫۶            | ۸٫۰            | .۴۷۵           | ۱۸٫۵           |  | ۴        | ۳۶٫۳     | ۱٫۵۰     | ۰٫۷۵     | ۶٫۳      | ۶٫۵      | .۴۵۶     | ۱۸٫۰     |
| ۱۹۸۶–۸۷ | Portland  | ۸۲             | ۳۸٫۰           | ۲٫۴۹           | ۰٫۸۷           | ۶٫۳            | ۶٫۹            | .۵۰۲           | ۲۱٫۷           |  | ۴        | ۳۸٫۳     | ۱٫۷۵     | ۰٫۷۵     | ۷٫۵      | ۳٫۸      | .۴۵۶     | ۲۴٫۰     |
| ۱۹۸۷–۸۸ | Portland  | ۸۱             | ۳۷٫۸           | ۲٫۵۱           | ۰٫۶۴           | ۶٫۶            | ۵٫۸            | .۵۰۶           | ۲۷٫۰           |  | ۴        | ۴۲٫۵     | ۳٫۰۰     | ۰٫۵۰     | ۷٫۰      | ۵٫۳      | .۳۸۶     | ۲۲٫۰     |
| ۱۹۸۸–۸۹ | Portland  | ۷۸             | ۳۹٫۳           | ۲٫۷۳           | ۰٫۶۹           | ۷٫۹            | ۵٫۸            | .۴۹۶           | ۲۷٫۲           |  | ۳        | ۴۲٫۷     | ۲٫۰۰     | ۰٫۶۷     | ۶٫۷      | ۸٫۳      | .۴۹۳     | ۲۷٫۷     |
| ۱۹۸۹–۹۰ | Portland  | ۷۳             | ۳۶٫۸           | ۱٫۹۹           | ۰٫۷۰           | ۶٫۹            | ۵٫۹            | .۴۹۴           | ۲۳٫۳           |  | ۲۱       | ۴۰٫۶     | ۲٫۵۲     | ۰٫۸۶     | ۷٫۲      | ۷٫۱      | .۴۴۱     | ۲۱٫۴     |
| ۱۹۹۰–۹۱ | Portland  | ۸۲             | ۳۴٫۸           | ۱٫۷۶           | ۰٫۷۳           | ۶٫۷            | ۶٫۰            | .۴۸۲           | ۲۱٫۵           |  | ۱۶       | ۳۹٫۶     | ۲٫۱۳     | ۱٫۰۰     | ۸٫۱      | ۸٫۱      | .۴۷۶     | ۲۱٫۷     |
| ۱۹۹۱–۹۲ | Portland  | ۷۶             | ۳۶٫۲           | ۱٫۸۲           | ۰٫۹۲           | ۶٫۶            | ۶٫۷            | .۴۷۰           | ۲۵٫۰           |  | ۲۱       | ۴۰٫۳     | ۱٫۴۸     | ۰٫۹۵     | ۷٫۴      | ۷٫۰      | .۴۶۶     | ۲۶٫۳     |
| ۱۹۹۲–۹۳ | Portland  | ۴۹             | ۳۴٫۱           | ۱٫۹۴           | ۰٫۷۶           | ۶٫۳            | ۵٫۷            | .۴۲۹           | ۱۹٫۹           |  | ۳        | ۳۸٫۷     | ۱٫۶۷     | ۱٫۰۰     | ۶٫۳      | ۴٫۷      | .۴۱۹     | ۱۹٫۰     |
| ۱۹۹۳–۹۴ | Portland  | ۶۸             | ۳۴٫۳           | ۱٫۴۴           | ۰٫۵۰           | ۶٫۵            | ۴٫۹            | .۴۲۸           | ۱۹٫۲           |  | ۴        | ۳۹٫۳     | ۲٫۰۰     | ۰٫۵۰     | ۱۰٫۳     | ۵٫۵      | .۴۲۵     | ۲۱٫۰     |
| ۱۹۹۴–۹۵ | Por – Hou | ۷۶             | ۳۵٫۹           | ۱٫۷۹           | ۰٫۵۹           | ۶٫۳            | ۴٫۸            | .۴۶۱           | ۲۱٫۸           |  | ۲۲       | ۳۸٫۶     | ۱٫۵۰     | ۰٫۶۸     | ۷٫۰      | ۵٫۰      | .۴۸۱     | ۲۰٫۵     |
| ۱۹۹۵–۹۶ | Houston   | ۵۲             | ۳۸٫۴           | ۲٫۰۲           | ۰٫۴۶           | ۷٫۲            | ۵٫۸            | .۴۳۳           | ۱۹٫۳           |  | ۸        | ۳۶٫۵     | ۲٫۶۳     | ۰٫۵۰     | ۷٫۸      | ۵٫۰      | .۴۱۵     | ۱۶٫۶     |
| ۱۹۹۶–۹۷ | Houston   | ۶۲             | ۳۶٫۶           | ۱٫۹۲           | ۰٫۵۸           | ۶٫۰            | ۵٫۷            | .۴۴۲           | ۱۸٫۰           |  | ۱۶       | ۳۸٫۹     | ۱٫۶۳     | ۰٫۴۴     | ۵٫۶      | ۴٫۸      | .۴۳۶     | ۱۸٫۱     |
| ۱۹۹۷–۹۸ | Houston   | ۷۰             | ۳۵٫۳           | ۱٫۸۰           | ۰٫۶۰           | ۴٫۹            | ۵٫۵            | .۴۲۷           | ۱۸٫۴           |  | ۵        | ۳۶٫۴     | ۱٫۶۰     | ۰٫۶۰     | ۵٫۴      | ۴٫۶      | .۳۰۹     | ۱۵٫۰     |
| Career  | Career    | ۱٬۰۸۶          | ۳۴٫۶           | ۲٫۰۳           | ۰٫۶۶           | ۶٫۱            | ۵٫۶            | .۴۷۲           | ۲۰٫۴           |  | ۱۴۵      | ۳۸٫۴     | ۱٫۹۲     | ۰٫۷۴     | ۶٫۹      | ۶٫۱      | .۴۴۷     | ۲۰٫۴     |

## افتخارات

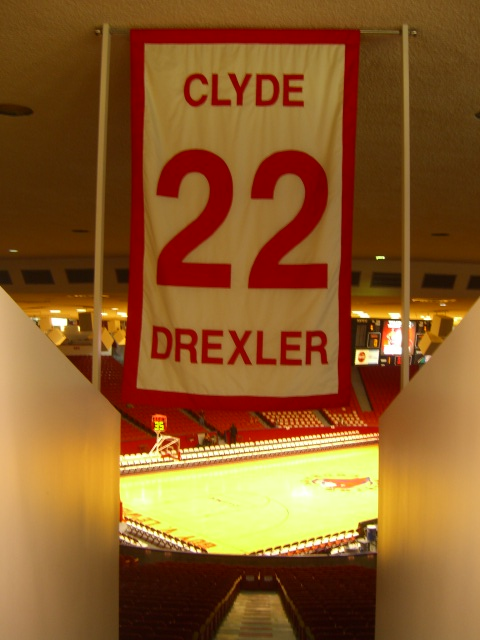
نماد پیراهن کلاید آستین درکسلر

- حضور در اولین تیم ncaaکه تمامی بازیکنان ملیت آمریکایی داشتند(۱۹۸۳)
- ۱۰ بار حضوردر ترکیب آل استار (۱۹۸۶، ۱۹۸۸–۱۹۹۴، ۱۹۹۶، ۱۹۹۷)
- حضور درترکیب تیم اول لیگ در سال ۱۹۹۲
- دوبار حضوردر تیم دوم لیگ در سال‌های ۱۹۸۸–۹۱
- دارندهٔ مدال طلا ی المپیک ۱۹۹۲ بارسلونا
- قهرمانی درلیگ در سال ۱۹۹۵
- حضور در تالار مشاهیر بسکتبال جیمز ناسمیث در سال ۲۰۰۴[۸]

## رکورد هایNBA

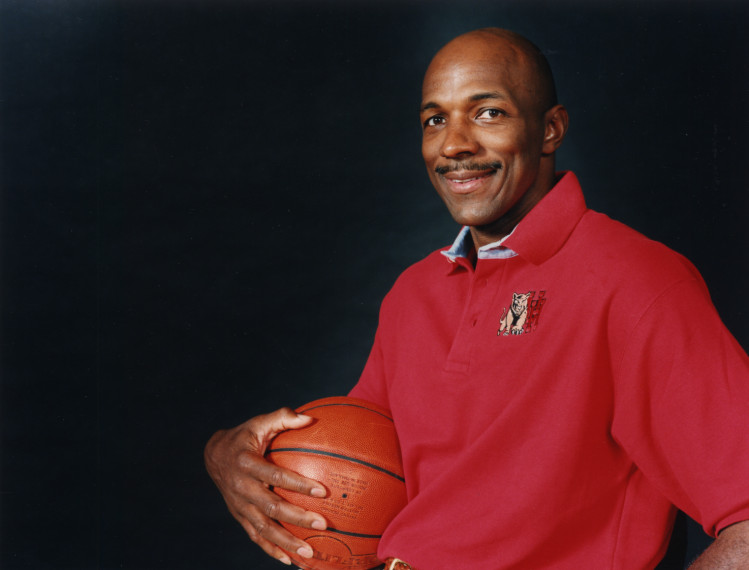
کلاید درکسلر

بیشترین ریباند تهاجمی توسط پست یک در تاریخ بسکتبال ان بی ای (۲٫۶۱۵)
وی بازیکنی است که تنها یک پله از کسب رکورد ۴ فاکتور مثبت دربازی فاصله داشت یا به عبارتیQurdruple-doubleکند.. دربازی پورتلند تریل بلیزرز مقابل میلواکی باکس به تاریخ ۱۰ ژانویه ۱۹۸۶ بود که درکسلر ۲۶امتیازو ۹ ریباند و ۱۱ توپ ربائی و ۱۱ پاس منجر به گل...۱ ریباند کم
باردیگر مقابل ساکرامنتو کینگز در ۱ نوامبر ۱۹۹۶ ۲۵ امتیازو ۱۰ ریباند و ۹ پاس منجربه گل و ۱۰ توپ ربائی
دومین رکورد دار در پرتاب‌های منطقه‌ای ۱۲ از ۱۲ پرتاب وی وارد سبد شده‌است و۱۰۰ درصد آمار وی درشوت بوده.
وی ۷۱۹ توانست بلاک شات و ۶٫۶۷۷ ریباند درپست ۱ از خود به جای گذاشته‌است. وی در ریباند پشت سر دوبازیکن جیسون کید و اسکار رابرتسون است. در بلاک شات نیز مایکل جردن اول و ron harperدوم و درکسلر سوم است.
وی یکی از ۳ بازیکن برتر nbaاست که ۲۰٫۰۰۰ امتیاز و ۶۰۰۰ ریباند و ۶۰۰۰ اسیست را برای خود به یادگارگذشته‌است.
شماره ۲۲ وی توسط هردوتیم هیوستون راکتس و پورتلند تریل بلیزرز بازنشسته اعلام شده‌است.
وی زندگی‌نامهٔ خود را درکتابی به نام Clyde the Glide در سال ۲۰۰۴ منتشر کرده‌است.
درکسلر در تاریخ ۳۰ دسامبر ۱۹۸۸ با Gaynell نامی ازدواج کرد و حاصل آن چهار فرزند به نام‌های Erica, Austin, Elise, and Adam است.
وی در کتابی به نام ShrewsCan't Hoop به روحیه دادن به کودکان پرداخته‌است.